# Albion (Michigan)
Albion – miasto w Stanach Zjednoczonych, w stanie Michigan, w hrabstwie Calhoun.